# Лужна (гміна)
Гміна Лужна (пол. Gmina Łużna) — сільська гміна у південній Польщі. Належить до Горлицького повіту Малопольського воєводства.
Станом на 31 грудня 2011 у гміні проживало 8362 особи.

## Площа
Згідно з даними за 2007 рік площа гміни становила 56.24 км², у тому числі:
- орні землі: 71.00%
- ліси: 20.00%

Таким чином, площа гміни становить 5.81% площі повіту.

## Населення
Станом на 31 грудня 2011:
| Опис     | Загалом | Загалом | Чоловіки | Чоловіки | Жінки | Жінки |
| -------- | ------- | ------- | -------- | -------- | ----- | ----- |
| одиниця  | осіб    | %       | осіб     | %        | осіб  | %     |
| все      | 8362    | 100     | 4236     | 50.66    | 4126  | 49.34 |
| міське   | 0       | 100     | 0        |          | 0     |       |
| сільське | 8362    | 100     | 4236     | 50.66    | 4126  | 49.34 |

## Історія
1 серпня 1934 р. було створено об'єднану гміну Лужна у Горлицькому повіті. До неї увійшли сільські громади: Бєсна, Бєсьнік, Лужна, Мощеніца, Мшанка, Сташкувка, Шальова, Воля Лужаньска.

## Сусідні гміни
Гміна Лужна межує з такими гмінами: Бобова, Горлиці, Ґрибув, Мощениця.